# Coupe de la paix 2007
Navigation
Édition précédente Édition suivante
La Coupe de la paix 2007 est la troisième édition de la Peace Cup qui se déroule du 12 au 21 juillet 2007 en Corée du Sud. Huit équipes participent à cette compétition qui sont réparties en 2 groupes de 4, les vainqueurs de chaque groupe se qualifiant pour la finale, qui a lieu le 21 juillet à Séoul.
Après deux finales consécutives perdues, l'Olympique lyonnais remporte la compétition. Karim Benzema est élu ballon d'or.

## Équipes
| Groupe A - Bolton Wanderers - Seongnam Ilhwa Chunma - Chivas Guadalajara - Racing Santander | Groupe B - Reading - Olympique lyonnais - River Plate - Shimizu S-Pulse |

Stades
- Seoul World Cup Stadium
- Suwon World Cup Stadium
- Daejeon World Cup Stadium
- Busan Asiad Stadium
- Ulsan Munsu Stadium
- Gwangju World Cup Stadium
- Gwang-Yang Stadium

## Résultats

### Groupe A
| Club                  | Pts | J | V | N | D | BP | BC | +/- |
| --------------------- | --- | - | - | - | - | -- | -- | --- |
| Bolton Wanderers      | 7   | 3 | 2 | 1 | 0 | 5  | 2  | 3   |
| Chivas de Guadalajara | 6   | 3 | 2 | 0 | 1 | 6  | 2  | 4   |
| Seongnam Ilhwa Chunma | 2   | 3 | 0 | 2 | 1 | 1  | 2  | -1  |
| Racing Santander      | 1   | 3 | 0 | 1 | 2 | 1  | 7  | -6  |

#### Résultats Groupe A
Tous les matchs sont joués à l'heure locale.
| 12 juillet 2007 19:00 | Seongnam Ilhwa Chunma | 1–1 | Bolton Wanderers | Seoul World Cup Stadium, Séoul                          |                                                         |
|                       | Nam, Gi-il 87e        |     | Nolan 78e        | Spectateurs : 48 000 Arbitrage : Simon Przydacz referee | Spectateurs : 48 000 Arbitrage : Simon Przydacz referee |

| 12 juillet 2007 20:00 | Chivas de Guadalajara                                     | 5–0 | Racing Santander | Gwang-Yang Stadium, Gwangyang              |                                            |
|                       | Santana 15e, J.Nava 18e, · Padilla 57e 68e, J.Morales 90e |     |                  | Spectateurs : 9 832 Arbitrage : Lee Min Hu | Spectateurs : 9 832 Arbitrage : Lee Min Hu |

| 14 juillet 2007 20:00 | Seongnam Ilhwa Chunma | 0–0 | Racing Santander | Seongnam 2 Stadium, Seongnam                  |
|                       |                       |     |                  | Spectateurs : 20 512 Arbitrage : Ng.Chi u gok |

| 14 juillet 2007 20:00 | Bolton Wanderers        | 2–0 | Chivas de Guadalajara | Daegu World Cup Stadium, Daegu                     |                                                    |
|                       | Harsanyi 46e, Nolan 76e |     |                       | Spectateurs : 24 100 Arbitrage : Veerapool Prayoon | Spectateurs : 24 100 Arbitrage : Veerapool Prayoon |

| 17 juillet 2007 20:00 | Racing Santander | 1–2 | Bolton Wanderers | Goyang Stadium, Goyang                           |                                                  |
|                       | Albendea 26e     |     | Anelka 58e 65e   | Spectateurs : 12 007 Arbitrage : Choi Myung Yong | Spectateurs : 12 007 Arbitrage : Choi Myung Yong |
|                       |                  |     |                  | Spectateurs : 12 007 Arbitrage : Choi Myung Yong | Spectateurs : 12 007 Arbitrage : Choi Myung Yong |

| 17 juillet 2007 20:00 | Chivas de Guadalajara | 1–0 | Seongnam Ilhwa Chunma | Gwang-Yang Stadium, Gwangyang |                             |
|                       | Santana 80e           |     |                       | Arbitrage : Veerapol Prayon   | Arbitrage : Veerapol Prayon |

### Groupe B
| Club               | Pts | J | V | N | D | BP | BC | +/- |
| ------------------ | --- | - | - | - | - | -- | -- | --- |
| Olympique lyonnais | 6   | 3 | 2 | 0 | 1 | 5  | 2  | 3   |
| Reading            | 6   | 3 | 2 | 0 | 1 | 2  | 1  | 1   |
| River Plate        | 6   | 3 | 2 | 0 | 1 | 3  | 3  | 0   |
| Shimizu S-Pulse    | 0   | 3 | 0 | 0 | 3 | 0  | 4  | -4  |

#### Résultats Groupe B
| 13 juillet 2007 20:00 | Reading | 0–1 | River Plate   | Suwon World Cup Stadium, Suwon                    |                                                   |
|                       |         |     | Abelairas 28e | Spectateurs : 22 753 Arbitrage : Choi Myong Young | Spectateurs : 22 753 Arbitrage : Choi Myong Young |

| 13 juillet 2007 20:00 | Shimizu S-Pulse | 0–2 | Olympique lyonnais       | Busan Asiad Stadium, Pusan                    |                                               |
|                       |                 |     | Benzema 30e, Mounier 86e | Spectateurs : 21 700 Arbitrage : Kim Dong Jin | Spectateurs : 21 700 Arbitrage : Kim Dong Jin |

| 16 juillet 2007 19:00 | Reading | 1–0 | Olympique lyonnais | Seoul World Cup Stadium, Séoul               |                                              |
|                       | Cox 63e |     |                    | Spectateurs : 28 320 Arbitrage : Kim Eui Soo | Spectateurs : 28 320 Arbitrage : Kim Eui Soo |

| 16 juillet 2007 20:00 | River Plate   | 1–0 | Shimizu S-Pulse | Busan Asiad Stadium, Pusan |                         |
|                       | Abelairas 33e |     |                 | Arbitrage : K.Kalimootu    | Arbitrage : K.Kalimootu |

| 19 juillet 2007 20:00 | Olympique lyonnais                      | 3–1 | River Plate | Suwon World Cup Stadium, Suwon              |                                             |
|                       | Benzema 4e, Ben Arfa 24e, Källström 93e |     | Ruben 15e   | Spectateurs : 17 604 Arbitrage : Lee Min Hu | Spectateurs : 17 604 Arbitrage : Lee Min Hu |

| 19 juillet 2007 20:00 | Shimizu S-Pulse | 0–1 | Reading        | Goyang Stadium, Goyang                      |                                             |
|                       |                 |     | Gunnarsson 68e | Spectateurs : 11 014 Arbitrage : Kim Eui Su | Spectateurs : 11 014 Arbitrage : Kim Eui Su |

### Finale
| Titulaires : |  |
| |  |
| 2/ Nicky Hunt 72e 5/ Abdoulaye Méïté 84e 15/ Gérald Cid 3/ Jlloyd Samuel 20/ Ricardo Vaz Tê 84e 19/Gavin McCann 38e 22/ Jussi Jääskeläinen 4/ Kevin Nolan 6/ Gary Speed 76e 39/ Nicolas Anelka 14/ Kevin Davies · |  |
| Remplaçants : |  |
| 7/ Stelios Giannakopoulos 76e 21/ El Hadji Diouf 84e 37/James Sinclair 72e · |  |
| Entraîneur : |  |
| Sammy Lee |  |

| Titulaires : |  |
| |  |
| 1/ Grégory Coupet 13/ Anthony Réveillère 21/ Nadir Belhadj 77e 4/ Patrick Müller 46e 28/Jérémy Toulalan 2/ François Clerc 5/ Mathieu Bodmer 6/ Kim Källström 85e 14/Sidney Govou 64e 10/ Karim Benzema 69e 23/ Kader Keita 88e · |  |
| Remplaçants : |  |
| 30/ Rémy Vercoutre 11/ Fabio Grosso 15/ Sandy Paillot 46e 26/ Fábio Santos 88e 7/ Milan Baros 64e 18/ Hatem Ben Arfa 69e 12/ Loïc Rémy 77e 27/ Anthony Mounier ·                                                                 |  |
| Entraîneur : |  |
| Alain Perrin |  |

| Titulaires : |  |
| |  |
| 2/ Nicky Hunt 72e 5/ Abdoulaye Méïté 84e 15/ Gérald Cid 3/ Jlloyd Samuel 20/ Ricardo Vaz Tê 84e 19/Gavin McCann 38e 22/ Jussi Jääskeläinen 4/ Kevin Nolan 6/ Gary Speed 76e 39/ Nicolas Anelka 14/ Kevin Davies · |  |
| Remplaçants : |  |
| 7/ Stelios Giannakopoulos 76e 21/ El Hadji Diouf 84e 37/James Sinclair 72e · |  |
| Entraîneur : |  |
| Sammy Lee |  |

| Titulaires : |  |
| |  |
| 1/ Grégory Coupet 13/ Anthony Réveillère 21/ Nadir Belhadj 77e 4/ Patrick Müller 46e 28/Jérémy Toulalan 2/ François Clerc 5/ Mathieu Bodmer 6/ Kim Källström 85e 14/Sidney Govou 64e 10/ Karim Benzema 69e 23/ Kader Keita 88e · |  |
| Remplaçants : |  |
| 30/ Rémy Vercoutre 11/ Fabio Grosso 15/ Sandy Paillot 46e 26/ Fábio Santos 88e 7/ Milan Baros 64e 18/ Hatem Ben Arfa 69e 12/ Loïc Rémy 77e 27/ Anthony Mounier ·                                                                 |  |
| Entraîneur : |  |
| Alain Perrin |  |